# Walther G. Oschilewski
Walther Georg Oschilewski (* 22. Juli 1904 in Berlin; † 1. Mai 1987 in West-Berlin) war ein deutscher sozialdemokratischer Publizist, Lyriker und Kulturhistoriker. Oschilewski veröffentlichte auch unter den Pseudonymen Walther Gosch und Peter Hartberg.

## Leben
Oschilewski wurde als Arbeiterkind geboren und wuchs mit seinen fünf Geschwistern in ärmlichen Verhältnissen auf.
1920 begann Oschilewski eine Schriftsetzerlehre beim sozialdemokratischen „Vorwärts“. Später studierte er in Jena und Berlin, unter anderem als Schüler von Theodor Heuss, Staatslehre und Politikgeschichte.
In den Jahren 1921 bis 1923 gab es zwischen Oschilewski und dem Anarchisten Ernst Friedrich eine „enge“ Zusammenarbeit und er berichtete 1978, dass diese Zusammenarbeit einen „entscheidenden Einfluss“ auf seine „eigene Entwicklung ausgeübt“ habe.
Oschilewski gehörte zu dem Schriftstellerkreis, der sich um Victor Otto Stomps und dessen 1926 gegründeten Verlag Rabenpresse bildete. Dazu gehörten auch Horst Lange und dessen Frau Oda Schaefer, Peter Huchel, Werner Bergengruen, für kurze Zeit Bertolt Brecht, Joachim Maass, Robert Seitz, Jens Heimreich, Rolf Bongs, Werner Helwig, Diemar Moering, Eberhard Meckel und Hans Gebser, der in der Schweiz als Philosoph Jean Gebser bekannt wurde.
Oschilewski war Redakteur der 1926 von Stomps gegründeten Literaturzeitschrift „Der Fischzug“, die nach wenigen Ausgaben im gleichen Jahr wieder eingestellt wurde. Später lieferte er Beiträge zur Literaturzeitschrift „Der weiße Rabe“, die von Stomps 1932 gegründet wurde und bis 1934 erschien. In der Rabenpresse erschien von Oschilewski unter anderem „Gesang der Sterne“ mit einem Holzschnitt von Frans Masereel.
1940 wurde Oschilewski Soldat. Nach dem Krieg wurde er wissenschaftlicher Bibliothekar der Deutschen Lehrerbücherei.
Auf ein Angebot von Arno Scholz (1904–1971) hin wurde er leitender Redakteur, später stellvertretender Chefredakteur der West-Berliner Tageszeitung Telegraf, bis zu seinem Ausscheiden 1969. Daneben gestaltete er ohne Honorar wöchentlich zwei Feuilletonseiten der „Berliner Stimme“, für die er auch viele Beiträge schrieb, insbesondere über die Parteigeschichte der SPD und die Berlin-Historie.
Oschilewski war von 1947 bis 1950 Mitglied der Stadtverordnetenversammlung von Groß-Berlin.
Oschilewski veröffentlichte unter anderem eine Reihe von Künstler- und Politikerporträts sowie die Bücher „350 Jahre Berliner Zeitungen“ und „Große Sozialisten in Berlin“. Im Jahrbuch „Der Bär von Berlin“ vom Verein für die Geschichte Berlins publizierte er insgesamt neun Aufsätze zur Arbeiterbewegung und Presse in Berlin.
Die Urne mit seiner Asche wurde gemeinsam mit der seiner fünf Jahre zuvor gestorbenen Frau Margarete nach Kreta überführt auf den Städtischen Friedhof von Iraklion Ag. Konstantinos, Leofóros Knossou, Familiengruft Kavalaki (Grabstelle A 110).

## Ehrungen
- Fidicin-Medaille des Vereins für die Geschichte Berlins (1972)[2]
- Ernst-Reuter-Plakette (1974)

## Veröffentlichungen (Auswahl)
- Der Buchdrucker. Brauch und Gewohnheit in alter und neuer Zeit. Diederichs, Jena 1935 (= Deutsche Volkheit. Band 80); 3. Auflage. Verlag Beruf und Schule, Itzehoe 1988, ISBN 978-3-88013-389-1.
- Lassalle in Berlin. In: Jahrbuch „Der Bär von Berlin“, hrsg. v. Verein für die Geschichte Berlins, 1. Jahrgang, Berlin 1951.
- An der Wiege der deutschen Arbeiterbewegung. Stephan Born in Berlin, hrsg. v. Verein für die Geschichte Berlins, 2. Jahrgang, Berlin 1952.
- Karl Marx als Student in Berlin, hrsg. v. Verein für die Geschichte Berlins, 3. Jahrgang, Berlin 1953.
- Im Banne Hegels. Friedrich Engels‘ Berliner Militär- und Studienjahr, hrsg. v. Verein für die Geschichte Berlins, 4. Jahrgang, Berlin 1954.
- „Auff vnser gnedigs erfordern vnd begeren“. Hans Weiß – Berlins erster Buchdrucker, hrsg. v. Verein für die Geschichte Berlins, 5. Jahrgang, Berlin 1955.
- Berlins älteste Zeitung. Marginalien zu ihrer Geschichte, hrsg. v. Verein für die Geschichte Berlins, 6. Jahrgang, Berlin 1956.
- Zeitungen in Berlin 1848/49. Geburt einer demokratischen Presse, hrsg. v. Verein für die Geschichte Berlins, 24. Jahrgang, Berlin 1975.
- Zeitungen in Berlin. Im Spiegel der Jahrhunderte, Haude & Spenersche Verlagsbuchhandlung, Berlin 1975.
- Näher dem Herzen der Schöpfung. Wilhelm Oesterle in Berlin, hrsg. v. Verein für die Geschichte Berlins, 25. Jahrgang, Berlin 1976.
- Erinnerung an Friedrich Georg Weitsch. Sein Wirken als Hofmaler und Akademiedirektor in Berlin. Hrsg. vom Verein für die Geschichte Berlins, 27. Jahrgang, Berlin 1978.